# Luis Pérez-Sala
Luis Perez-Sala (n. 15 mai 1959) este un fost pilot spaniol de Formula 1 care a evoluat în Campionatul Mondial între anii 1988 și 1989.